# 2014~2015년 러시아 경제 위기
2014~2015년 러시아 경제 위기(러시아어: Финансовый кризис 2014 года в России)은 2014년 기간 러시아 루블에 대한 통화의 평가절하가 일어나고 러시아 경제의 둔화된 현상이다. 이 경제 위기는 러시아의 최대 수출 품목인 석유 가격이 2014년 6월에서 12월동안 50% 이상 감소하면서 쇠퇴에 영향을 주었다.
이 경제 위기는 러시아의 소비자와 기업 모두에게 큰 영향을 주었으며, 금융계에도 부정적인 영향을 주었다. 특히 러시아 주식 시장인 RTS 인덱스는 12월 초부터 12월 16일까지 30$나 감소하였다.

## 같이 보기
- 1998년 러시아 경제 위기
- 러시아의 대침체
- 신냉전
- 유라시아 경제 연합